# Нотне скраћенице
Нотне скраћенице (фр. abréviations) се у музици употребљавају за упрошћавање преписивања нота.
Често се (нарочито у деоницама оркестарских инструмената) примењују следећи начини записивања нотних скраћеница за:
1. понављање тонова:
Записује се косом цртом испод целе ноте или две косе црте испод половине, четвртине итд.
2. понављање групе тонова:
Овај знак  у музици популарно се зове лењивац (читај: фауленцер). У доле приказаном примеру он замењује целу једну фигуру.
3. понављање целог такта:
Ово се чини тако што се лењивац упише у наредни празан такт.
4. понављање цела 2 такта:
Лењивац са две паралелне косе црте се упише између два поновљена такта, преко тактне црте. 